# Zacatecas (thành phố)
Zacatecas là một thành phố và khu tự quản của México. Thành phố này là thủ phủ bang Zacatecas, México. Thành phố nằm ở bắc trung bộ của quốc gia này. Thành phố có diện tích 356,14  km², dân số thời điểm năm 2005 là 138.152 người. Trung tâm lịch sử của thành phố là di sản thế giới UNESCO với các công trình theo phong cách kiến trúc Baroque được xây trong thời kỳ khai khoáng Tên gọi của Zacatecas lấy từ dân Zacateco và có gốc rễ trong tiếng Nahuatl. Tên gọi có nghĩa "những con người của vùng đồng cỏ.".
Thành phố bắt đầu là một trại khai khoáng Tây Ban Nha giữa thế kry 16. Trước thời kỳ này, khu vực này có mỏ bạc phong phú và các mỏ khoáng chất khác được người ta biết đến. Do có nhiều khoáng sản, Zacatecas đã nhanh chóng trở thành một trong những thành phố quan trọng của Tây Ban Nha mới mà bạc khai thác được làm giàu cho hoàng gia Tây Ban Nha. Khu vực này đã chứng kiến các trận đánh vào thế kỷ 19, trận lớn là trận Zacatecas trong cách mạng Mexico khi Francisco Villa chiếm thị xã.

## Khí hậu
Thành phố Zacatecas có khí hậu bán khô hạn lạnh (phân loại Köppen BSk).
| Dữ liệu khí hậu của Zacatecas            | Dữ liệu khí hậu của Zacatecas | Dữ liệu khí hậu của Zacatecas | Dữ liệu khí hậu của Zacatecas | Dữ liệu khí hậu của Zacatecas | Dữ liệu khí hậu của Zacatecas | Dữ liệu khí hậu của Zacatecas | Dữ liệu khí hậu của Zacatecas | Dữ liệu khí hậu của Zacatecas | Dữ liệu khí hậu của Zacatecas | Dữ liệu khí hậu của Zacatecas | Dữ liệu khí hậu của Zacatecas | Dữ liệu khí hậu của Zacatecas | Dữ liệu khí hậu của Zacatecas |
| Tháng                                    | 1                             | 2                             | 3                             | 4                             | 5                             | 6                             | 7                             | 8                             | 9                             | 10                            | 11                            | 12                            | Năm                           |
| ---------------------------------------- | ----------------------------- | ----------------------------- | ----------------------------- | ----------------------------- | ----------------------------- | ----------------------------- | ----------------------------- | ----------------------------- | ----------------------------- | ----------------------------- | ----------------------------- | ----------------------------- | ----------------------------- |
| Cao kỉ lục °C (°F)                       | 28.0 (82.4)                   | 29.0 (84.2)                   | 30.5 (86.9)                   | 34.0 (93.2)                   | 36.0 (96.8)                   | 36.0 (96.8)                   | 31.0 (87.8)                   | 29.9 (85.8)                   | 30.5 (86.9)                   | 30.0 (86.0)                   | 29.0 (84.2)                   | 28.0 (82.4)                   | 36.0 (96.8)                   |
| Trung bình ngày tối đa °C (°F)           | 17.8 (64.0)                   | 19.3 (66.7)                   | 21.6 (70.9)                   | 24.4 (75.9)                   | 26.5 (79.7)                   | 25.7 (78.3)                   | 23.8 (74.8)                   | 23.6 (74.5)                   | 22.5 (72.5)                   | 22.1 (71.8)                   | 21.0 (69.8)                   | 18.2 (64.8)                   | 22.2 (72.0)                   |
| Trung bình ngày °C (°F)                  | 11.4 (52.5)                   | 12.5 (54.5)                   | 14.5 (58.1)                   | 17.3 (63.1)                   | 19.3 (66.7)                   | 19.2 (66.6)                   | 17.8 (64.0)                   | 17.7 (63.9)                   | 17.0 (62.6)                   | 15.9 (60.6)                   | 14.1 (57.4)                   | 11.9 (53.4)                   | 15.7 (60.3)                   |
| Tối thiểu trung bình ngày °C (°F)        | 4.9 (40.8)                    | 5.8 (42.4)                    | 7.5 (45.5)                    | 10.1 (50.2)                   | 12.2 (54.0)                   | 12.7 (54.9)                   | 11.8 (53.2)                   | 11.8 (53.2)                   | 11.5 (52.7)                   | 9.6 (49.3)                    | 7.2 (45.0)                    | 5.6 (42.1)                    | 9.2 (48.6)                    |
| Thấp kỉ lục °C (°F)                      | −6.3 (20.7)                   | −3.5 (25.7)                   | −3.1 (26.4)                   | 3.0 (37.4)                    | 5.0 (41.0)                    | 8.0 (46.4)                    | 1.5 (34.7)                    | 5.0 (41.0)                    | 3.5 (38.3)                    | 2.0 (35.6)                    | −3.5 (25.7)                   | −11.0 (12.2)                  | −11.0 (12.2)                  |
| Lượng Giáng thủy trung bình mm (inches)  | 19.0 (0.75)                   | 14.9 (0.59)                   | 7.5 (0.30)                    | 10.7 (0.42)                   | 17.9 (0.70)                   | 74.6 (2.94)                   | 101.3 (3.99)                  | 106.0 (4.17)                  | 90.1 (3.55)                   | 32.6 (1.28)                   | 9.5 (0.37)                    | 10.9 (0.43)                   | 495.0 (19.49)                 |
| Số ngày giáng thủy trung bình (≥ 0.1 mm) | 2.4                           | 1.7                           | 0.9                           | 1.0                           | 3.2                           | 8.5                           | 10.2                          | 10.1                          | 9.6                           | 4.6                           | 1.3                           | 2.2                           | 55.7                          |
| Số ngày tuyết rơi trung bình             | 0.33                          | 0                             | 0.03                          | 0                             | 0                             | 0                             | 0                             | 0                             | 0                             | 0                             | 0.46                          | 0.11                          | 0.93                          |
| Nguồn 1: Servicio Meteorologico Nacional |                               |                               |                               |                               |                               |                               |                               |                               |                               |                               |                               |                               |                               |
| Nguồn 2: Colegio de Postgraduados        |                               |                               |                               |                               |                               |                               |                               |                               |                               |                               |                               |                               |                               |